# サイモン・ミットン
サイモン・ミットン（英:Simon Mitton, 1946年12月18日 - ）は、イギリス在住の、天文学者、科学伝記作家。天文学者ジャクリーン・ミットンの夫で、暗黒物質の提唱者エレミア・オストライカーの友人。
現在、ケンブリッジ大学セント・エドムンズ・カレッジに拠点を構えている。彼は多数の天文学上の著作を書いている。これらの中で最も有名なものは、ケンブリッジ大学フェローで天文学者のフレッド・ホイルの伝記である。サイモンの妻、ジャクリーンも著名な天文学者であり、小惑星(4027)ミットンは、ミットン夫妻の功績を記念するために名づけられた。
ケンブリッジ大学の同僚には、マイケル・ホスキンらがいる。ホスキンは、優れた天文学史家でハーシェル一族の伝記作家であり、ハーシェル家の人々とは40数年間以上も親密な関係を築いてきた。この影響もあり、ミットンはハーシェル一族の宇宙論と伝記に詳しい。また、ミットンは、もう一人のケンブリッジ大学の天文学史家であるオーウェン・ギンギリッヒとも親交がある。

## 受賞歴
- 1973年:ケンブリッジ大学セント・エドムンズ・カレッジ特別研究員
- 2009年3月:第35代目バリンジャー講演者（アーカンソー大学）

## 主著
（邦訳があるもの）
- 1980年　『現代天文百科』（原著作名：The Cambridge Encyclopedia of Astronomy. 翻訳者：古在由秀。出版社：岩波書店）
- 1980年　『銀河を探る』（原著作名：Exploring the Galaxies. 翻訳者：海部宣男。出版社：岩波書店）
- 1980年　『超新星の謎 -カニ星雲と現代天文学』（原著作名：The Crab Nebula. 翻訳者：長谷川博一、川良公明。出版社：講談社／ブルーバックス）

（その他）
- 2013年　エレミア・オストライカーとの共著 “Heart of Darkness: Unraveling the Mysteries of the Invisible Universe” (Princeton University Press)